# Francesca Draghetti
Francesca Draghetti (Parma, 28 gennaio 1962) è un'attrice, doppiatrice, dialoghista, comica e regista italiana.

## Biografia
Sorella minore del doppiatore Roberto Draghetti, l'attrice alterna gli impegni con la Premiata Ditta ad attività da regista e ama scoprire copioni nuovi e originali da proporre sui palcoscenici italiani. Dopo la maturità scientifica Francesca decide di intraprendere la carriera teatrale. Molto attiva nel doppiaggio, tra i personaggi che ha doppiato: Cassandra in Winx Club, Misae Nohara (1ª voce) in Shin Chan e la maga Plinia in Leonardo. Come direttrice di doppiaggio ha curato importanti serie animate, quali I Simpson e American Dad. Ha inoltre commentato, insieme a Roberto Stocchi, un'edizione di Takeshi's Castle andata in onda su Cartoon Network e Boing.

## Doppiaggio

### Film
- Penny Balfour in Arthur e il popolo dei Minimei, Arthur e la vendetta di Maltazard, Arthur e la guerra dei due mondi
- Kali Rocha in Ti presento i miei, Mi presenti i tuoi?
- Wendy Crewson in Santa Clause, Che fine ha fatto Santa Clause?, Santa Clause è nei guai, La memoria del cuore
- Yolande Moreau in Louise-Michel, Mammuth
- Georgia Engel in Il dottor Dolittle 2
- Jennifer Tilly in Bugiardo bugiardo
- Meredith Scott Lynn in Piovuta dal cielo
- Cassandra Freeman in Manuale d'infedeltà per uomini sposati
- Alex Meneses in Wrong Turn at Tahoe - Ingranaggio mortale
- Leah Remini in Old School
- Wanda Sykes in Clerks II
- Emily Procter in Body Shots
- Ksenija Marinkovic in Sole alto
- Lina Felice in L'amore non ha colore

### Film d'animazione
- Signora Tiggy-Winkle in Peter Rabbit
- Maya ne Il principe dei dinosauri
- Luise De La Motte in La profezie delle ranocchie
- Ada in Pinguini alla riscossa
- Nico ne L'isola degli smemorati
- La donna all'altoparlante in Robots
- Charles De Girl in Valiant - Piccioni da combattimento
- Bonnie in Rango
- Mary Bah in Emoji - Accendi le emozioni
- Monachacku in Minions 2 - Come Gru diventa cattivissimo
- Peggy Purvis in Thelma l'unicorno

### Cartoni animati
- Doga in Pucca[1]
- Cassandra in Winx Club
- Maga Plinia in Leonardo
- Misae Nohara (1^ voce) in Shin-Chan
- Arianna l'orso in The Cleveland Show
- Scrofa in Mucca e Pollo

### Serie televisive
- Ornella Marcucci in Fantaghirò
- Barbora Kodekova in Fantaghirò 2
- Wanda Sykes in La complicata vita di Christine
- Édith Scob in Suor Therese

## Filmografia

### Attrice
- Klon, regia di Lino Del Fra (1992)
- L'assassino è quello con le scarpe gialle, regia di Filippo Ottoni (1995)
- Una cosa in mente - San Giuseppe Benedetto Cottolengo, regia di Paolo Damosso (2004)
- Io non lo so, regia di Paolo Damosso (2007)

### Sceneggiatrice
- L'assassino è quello con le scarpe gialle, regia di Filippo Ottoni (1995)
- Ti stramo - Ho voglia di un'ultima notte da manuale prima di tre baci sopra il cielo, regia di Pino Insegno (2008)

## Teatro

### Attrice e coreografa con l'Allegra Brigata
- Giulio Cesare è... ma non lo dite a Shakespeare
- L'Odissea
- My fair west
- Supercalifragilistichespiralid'horror

### Autrice, attrice e regista con la Premiata Ditta
- Gallina vecchia fa buon Broadway
- Baci da Broadway
- Preferisco ridere 1
- Preferisco ridere 2
- Non solo Bbiutiful
- Preferisco ridere 3
- Sottosopra
- Soap
- Sottosopra 2

### Attrice
- Funny money di Ray Cooney per la regia di Patrik Rossi Gastaldi, con Marco Columbro

### Autrice e regista
- Un amore da incubo
- Il miglior incubo della mia vita
- Chi ha ucciso William Shakespeare?
- Shakespeare a parte
- Un Natale rosso Sherlock

### Regista
- Con le pietre in tasca di Marie Jones, con Roberto Stocchi e Gerolamo Alchieri
- Bigodini di Matteo B. Bianchi, con Platinette e Benedetta Mazzini
- 1980 di e con Patrizio Cigliano
- La Pensione Silla con Sergio Fiorentini

## Televisione

### Con la Premiata Ditta
- 1986 - Pronto, chi gioca? (Rai 1)
- 1987 - Pronto, è la Rai? (Rai 1)
- 1987 - Jeans (Rai 3)
- 1988 - Chi tiriamo in ballo (Rai 2)
- 1988 - Domani sposi (Rai 1)
- 1990 - ... E saranno famosi (Rai 2)
- 1991 - Ciao Weekend (Rai 2)
- 1991 - Ricomincio da due (Rai 2)
- 1993 - Cinema Insieme (Rai 1)
- 1993/1994 - Il grande gioco dell'oca (Rai 2)
- 1995 - Vita da cani (Rai 2)
- 1995 - I cervelloni (Rai 1)
- 1996 - Buona Domenica (Canale 5)
- 1996/1998 - Campioni di ballo (Rete 4)
- 1997 - Trenta ore per la vita (Reti Mediaset, 1997)
- 1998 - A tutta festa! (Canale 5)
- 1999/2002 - Finché c'è ditta c'è speranza - sitcom di cui cura anche sceneggiatura e soggetto - (Canale 5)
- 2000 - Premiata Teleditta (Canale 5)
- 2001 - Premiata Teleditta 2 (Canale 5)
- 2002 - Telematti (Italia 1)
- 2003 - Oblivious (Italia 1)
- 2005 - Premiata Teleditta 3 - Non sono repliche (Italia 1)
- 2006 - Premiata Teleditta 4 (Lo strano caso del Dottor Jeckill e Mr Hyde,007,Excalibur, Pulp Fiction e Supereroi) (Italia 1)
- 2007 - Tutto Ditta (Italia 1)

### Solista
- Una storia sbagliata di Antonio Baiocco, 1985
- Takeshi's Castle, con Roberto Stocchi (Cartoon Network; Boing), 1989